# Evangelische Kirche A.B. in Rumänien

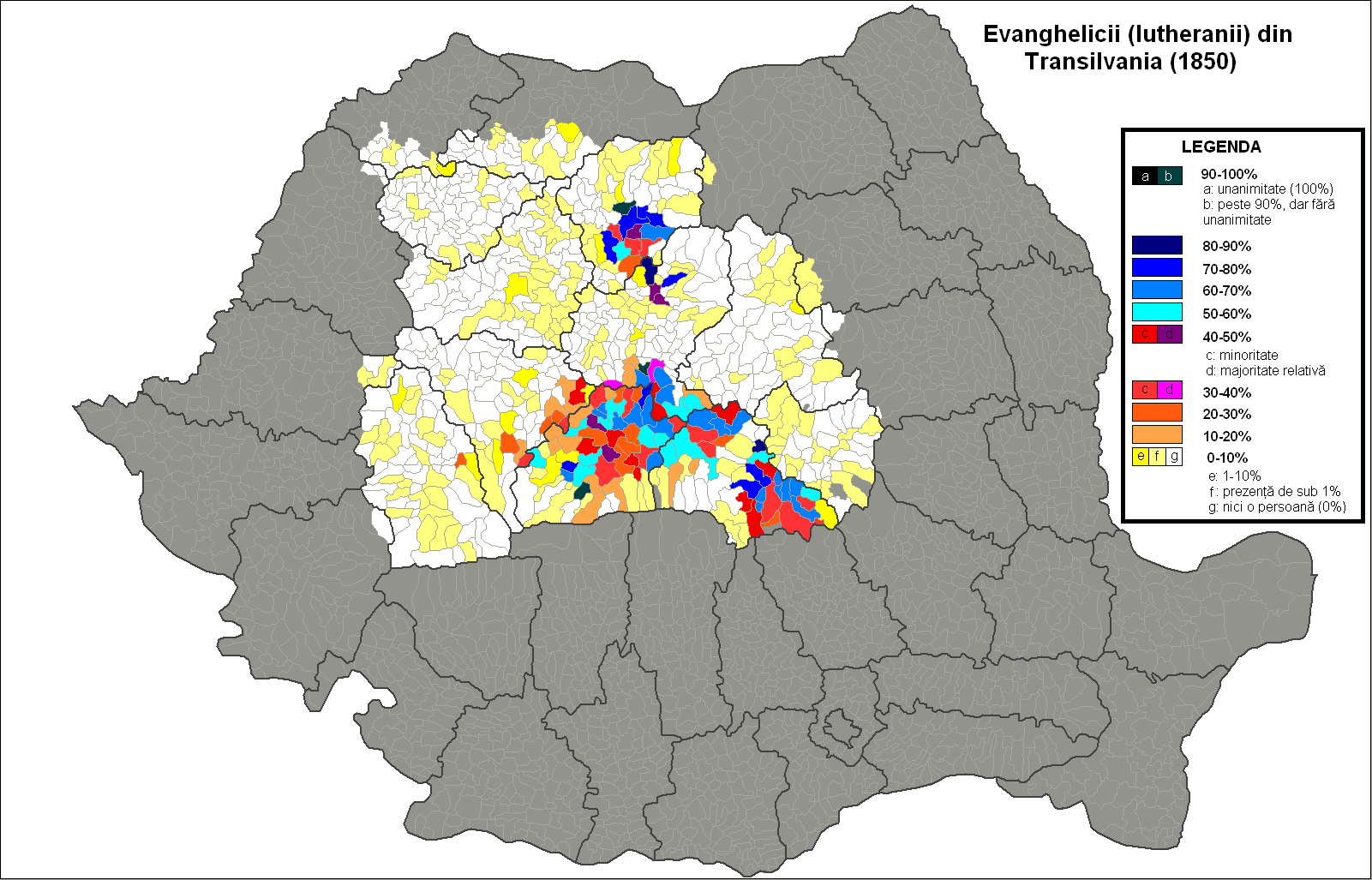
Die evangelisch-lutherischen Christen in Siebenbürgen (österreichische Volkszählung 1850)

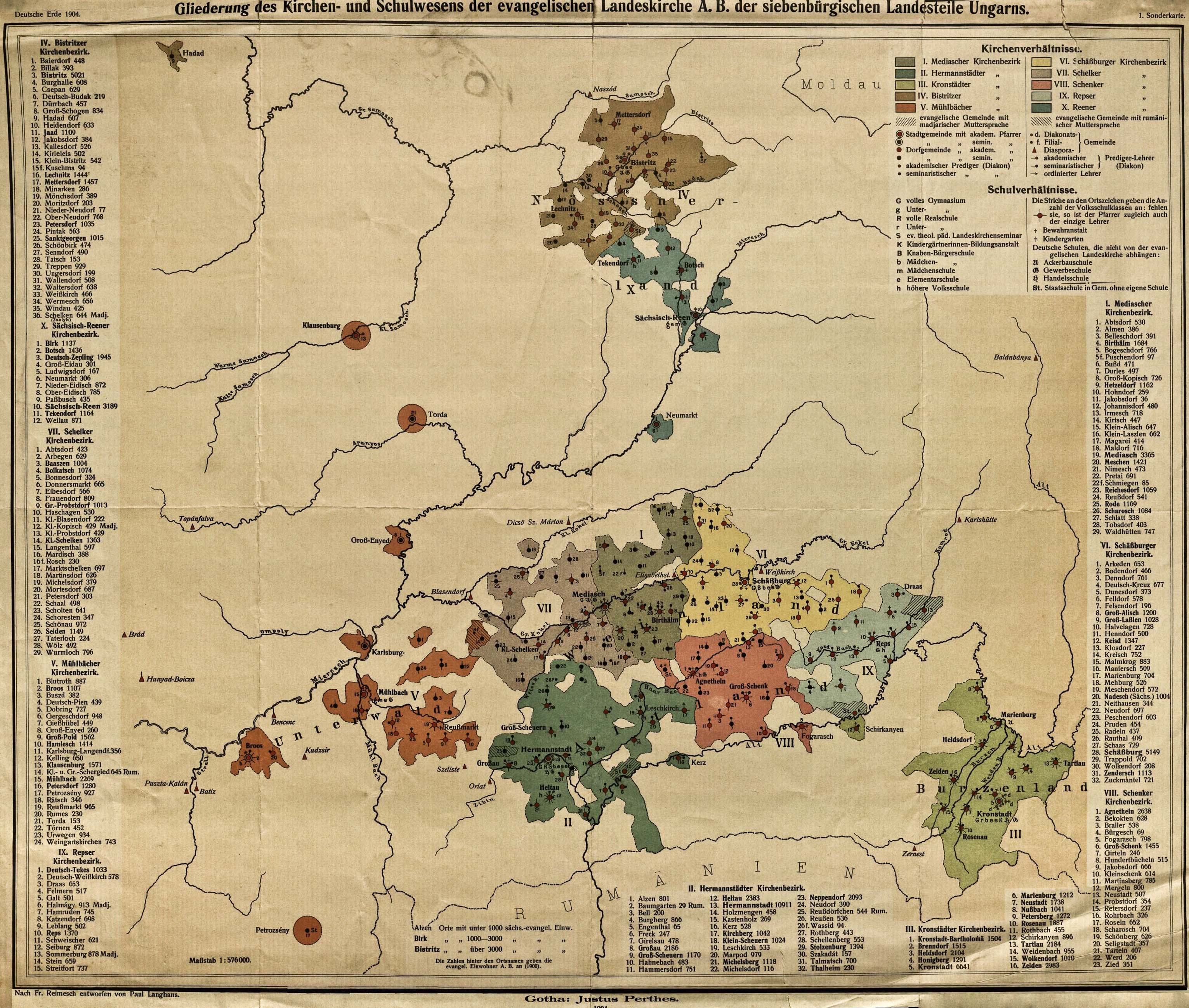
Die Evangelische Kirche in Siebenbürgen um 1904

Die Evangelische Kirche Augsburgischen Bekenntnisses in Rumänien, meist abgekürzt als Evangelische Kirche A.B. in Rumänien, ist eine evangelisch-lutherische konfessionelle und sprachliche Minderheitskirche von mittlerweile nur noch ca. 11.448 Mitgliedern (Stand 2019), die vornehmlich die deutschsprachigen Evangelischen in Siebenbürgen (siehe Siebenbürger Sachsen) und in der Hauptstadt Bukarest umfasst. Der Bischofssitz ist Hermannstadt. Seit dem 27. November 2010 ist Reinhart Guib Bischof der Evangelischen Kirche A.B. in Rumänien. Verkündigungssprache ist deutsch. Der Name der Kirche nimmt Bezug auf das Augsburgische Bekenntnis von 1530, eine der grundlegenden Bekenntnisschriften der evangelisch-lutherischen Kirchen.

## Geschichte

### Anfänge

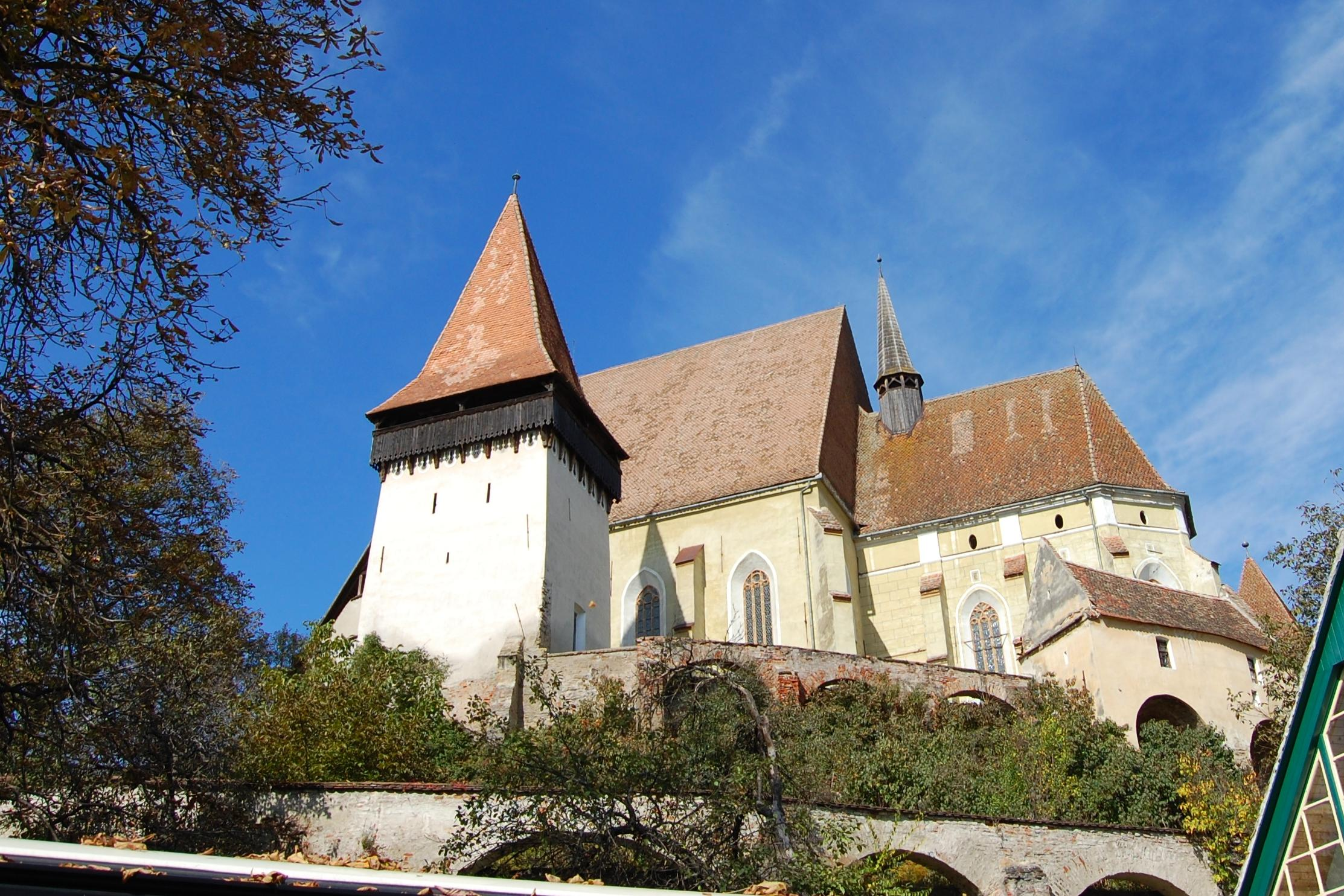
Kirchenburg von Birthälm, bis 1868 Bischofskirche

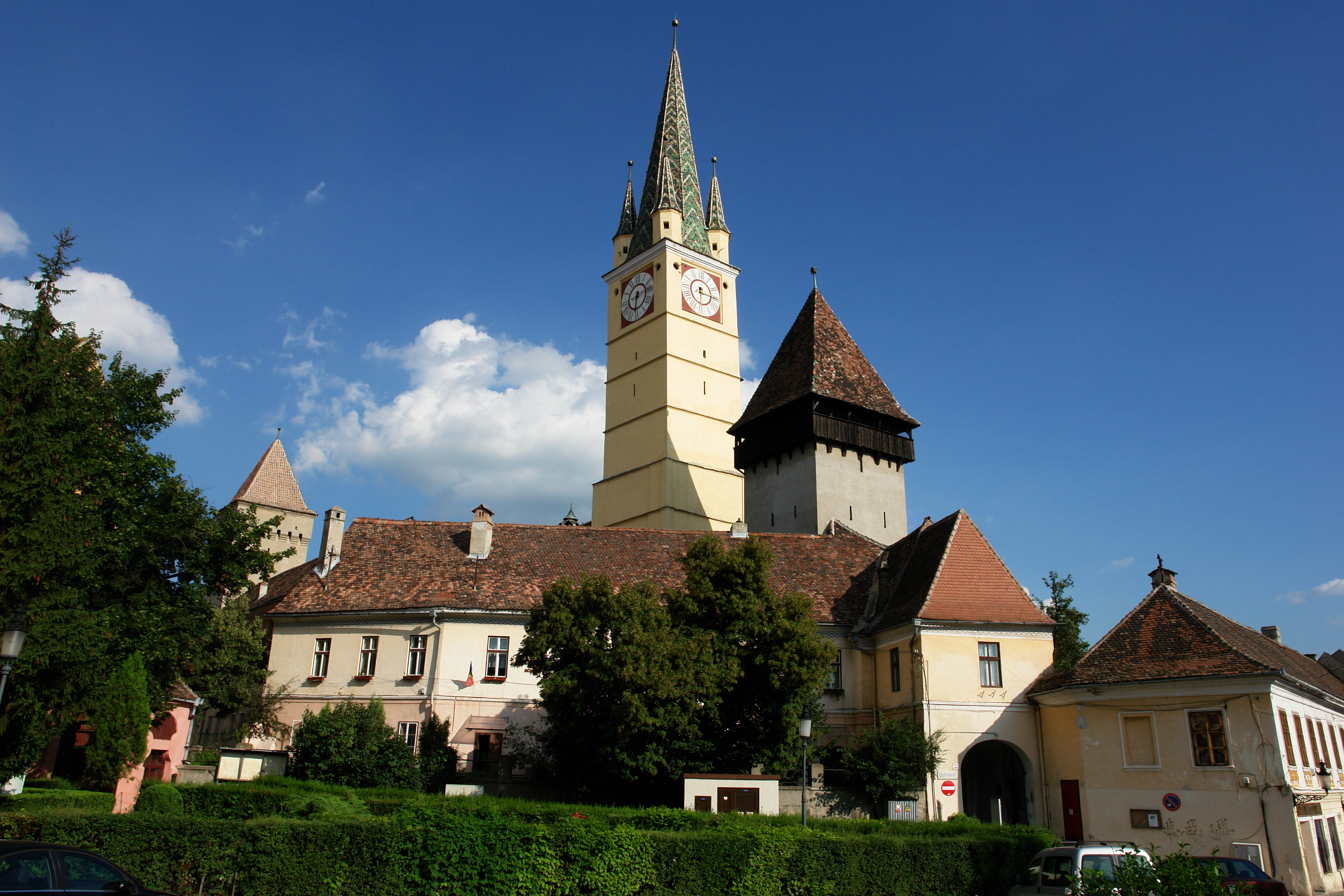
Die Margarethenkirche von Mediaș, Schauplatz der ersten Evangelischen Synode Siebenbürgens (1545)

Die Reformation in Siebenbürgen begann als Stadtreformation. Schon Anfang der 1520er Jahre war die deutsche Reformationsbewegung in Siebenbürgen bekannt. Die Humanisten und Reformatoren Johannes Honterus und Valentin Wagner vertraten zunächst eine Mittelstellung zwischen den Extrempositionen der katholischen Kirche und der Reformationsbewegung. Ihre Reformen galten der Philologie, Ethik und Pädagogik. 1542 wurde in Kronstadt die Liturgiereform durchgeführt, 1543 erschien das Reformationsbüchlein für Kronstadt und das Burzenland von Honterus. 1550 beschloss die Nationsuniversität die Hinwendung der gesamten Rechtsnation auf dem Königsboden zur lutherischen Lehre. Die erste Kirche, in der nach dem neuen Glauben verkündigt wurde, war die Schwarze Kirche in Kronstadt. 1553 wurde mit Paul Wiener der erste evangelische Bischof eingesetzt. 1572 führte die Kirche die lutherischen Bekenntnisschriften ein und verlegte den Bischofssitz von Hermannstadt nach Birthälm (bis 1868). 1563 hatte eine Synode in Mediaș festgelegt, dass Kandidaten für ein Gemeindeamt „von hinreichender Bildung“ (mediocriter eruditi) sein sollten; die Kriterien hierfür waren nur vage definiert. Dauer und Inhalt des Studiums waren nicht festgelegt. Oft kehrten die Studenten nach einem kurzen Aufenthalt an einer – meist deutschen evangelischen – Universität nach Siebenbürgen zurück und wurden dort erst einmal als Lehrer tätig, bevor sie kirchliche Ämter übernahmen. Die evangelische Kirche A.B. blieb jahrhundertelang die Volkskirche und auch die Hüterin des deutschsprachigen Schulwesens der Siebenbürger Sachsen – eine Rolle, die sie auch in jüngster Zeit wieder vermehrt wahrnimmt.

### 19. Jahrhundert
Bis ins frühe 19. Jahrhundert blieben die traditionell engen Kontakte zu deutschen Universitäten erhalten. Lutherische Theologen aus Siebenbürgen studierten häufig in Deutschland. Im Zuge der Karlsbader Beschlüsse von 1819 untersagte die österreichische Regierung das Studium an deutschen Universitäten; das Verbot dauerte bis 1830 an. Unbeschränkter Zugang österreichischer Studenten zu deutschen Universitäten war erst ab 1848 wieder möglich. Um die theologische Ausbildung auch weiterhin zu gewährleisten, wurde 1821 in Wien unter Leitung von Johann Wächter eine evangelische theologische Lehranstalt gegründet, an der zukünftig auch lutherische Gelehrte aus Siebenbürgen ausgebildet wurden. Die unzureichende Bildung des lutherischen Klerus führte zu Reformbemühungen, die auf universitär-theologischem Gebiet zunächst nicht durchzusetzen waren und sich daher auf die Reform des Gymnasialwesens konzentrierten. Ab 1837 wurde ein abgeschlossenes Theologiestudium zur Voraussetzung für die Wahl zum Gemeindepfarrer.
1876 wurde die Kirche praktisch zur Nachlasswalterin der aufgelösten Nationsuniversität. Sie besaß auf dem Königsboden ausgedehnte Güter, Waldungen – den sog. Kirchengrund – und Hunderte von Immobilien in Form von Kirchen, Pfarrhäusern, Schulgebäuden, Stadthäusern (darunter das Brukenthalpalais in Hermannstadt), die Sammlung Brukenthal usw. Dieser Besitz wurde (mit Ausnahme der Kirchengebäude) 1946, teilweise auch schon in den 1930er Jahren, vom rumänischen Staat enteignet. Im Jahr 1921 trennten sich die ungarisch geprägten Gemeinden und konstituierten sich als selbständige Kirche, womit seitdem zwei lutherische Kirchen in Siebenbürgen bzw. Rumänien bestehen. Die ungarisch geprägte Kirche hat heute den Namen Evangelisch-Lutherische Kirche in Rumänien.

### 1930–1944

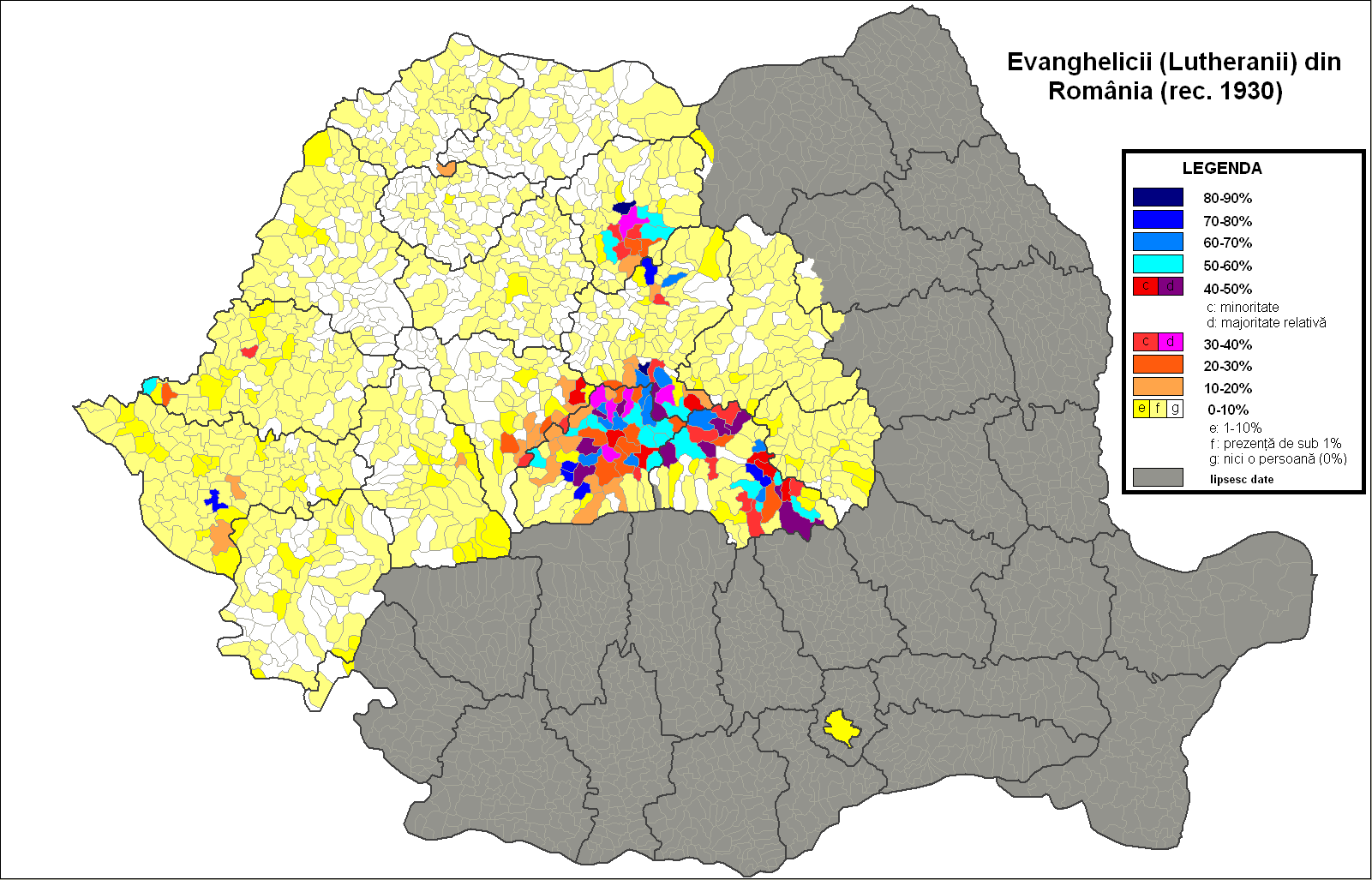
Die evangelisch-lutherischen Christen in Rumänien (Volkszählung 1930)

Zur Zeit des Nationalsozialismus in Deutschland gewann die nationalsozialistische „Erneuerungsbewegung“ in Rumänien ab etwa 1930 zunehmend die Unterstützung ärmerer Bauern und ab 1935 politischen Einfluss. Die „Deutsche Volksgemeinschaft in Rumänien“ (DVR) unter Fritz Fabritius stand mit ihrem nazistisch inspirierten „Volksprogramm“ im Konflikt mit der radikaleren nationalsozialistischen „Deutschen Volkspartei Rumäniens“ (DVR) von Alfred Bonfert und Waldemar Gust. Böhm (2008) stellt dar, wie beide Organisationen sich in der Zwischenkriegszeit darauf konzentrierten, „die Aufmerksamkeit der Rumäniendeutschen nicht zu zersplittern“, indem sie ihre Polemik an „Freund-Feind-Verhältnissen“ orientierten. Zu diesen Feinden zählten neben Hans Otto Roth, Rudolf Brandsch und dem Banater Schwaben Kaspar Muth auch der evangelische Bischof Viktor Glondys, die sich stereotypen, undifferenzierten Hasstiraden ausgesetzt sahen. Bischof Glondys hatte sich schon 1931 in einer Predigt gegen eine rassistisch verfremdete „völkische Theologie“ ausgesprochen. Zugleich war es ihm ein Anliegen, die Streitigkeiten unter den Gläubigen beizulegen.
Am 14. Januar 1936 schloss der VDR auf Fabritius’ Anordnung einen „Burgfrieden“ mit der Kirchenleitung. Die DVR erkannte diesen jedoch nicht an und kämpfte weiter erbittert gegen Glondys, das Landeskonsistorium sowie die „Volksgemeinschaft“ (VDR). Evangelische Pfarrer wie Friedrich Benesch, die sich offen zur nationalsozialistischen Ideologie bekannten, wurden ihres Amtes enthoben. Um innerkirchliche parteipolitische Konflikte zu vermeiden, gab das Landeskonsistorium am 14. Februar 1936 das Rundschreiben Z924/37 heraus, in dem die „Angestellten in Kirche und Schule sowie alle Kandidaten und Studierenden der Theologie und des Lehramtes“ angewiesen wurden, „ihre Zugehörigkeit zu sämtlichen politischen Parteien und Gruppierungen zu lösen und aus der parteipolitischen Front unverzüglich zurückzutreten.“ Wer den Gehorsam verweigerte, solle seines Amtes enthoben werden. Die entlassenen Pfarrer fanden sich schon ab August 1935 in so genannten „Volksabenden“ zusammen und entwarfen ein eigenes Programm in 15 Punkten. Unter Berufung auf Artikel 7 und 28 des Augsburger Bekenntnisses behaupteten sie, das Rundschreiben von 1936 sei „im Sinne des reformatorischen Bekenntnisses unevangelisch.“ Nach Böhm (2008) spielte diese Gruppe bis 1944 eine „verhängnisvolle und kirchenfeindliche Rolle“ in Rumänien.
Im August 1940 erlitt Bischof Glondys einen schweren Schlaganfall und wurde bis zum 30. November im Ausland medizinisch behandelt. Am 27. September 1940 wurde der radikale Nationalsozialist Andreas Schmidt von der SS-Zentrale in Berlin zum  „Volksgruppenführer“ der Deutschen in Rumänien ernannt. Am 9. November 1940 wurde die „NSDAP der Deutschen Volksgruppe in Rumänien (DViR)“ gegründet, deren Alleinvertretungsanspruch sich auch auf die Evangelische Kirche erstreckte. Im Februar 1941 wurde Glondys zwangsweise in den Ruhestand versetzt. Ab 1941 betrieb sein Nachfolger Wilhelm Staedel die konsequente „Gleichschaltung“ des Kirchenamts. Widerstand fand er im von Bischofsvikar D. Friedrich Müller geführten „Verteidigungsring“.

### Kommunistische Herrschaft und Ceaușescu-Diktatur
Nach dem Ende des Zweiten Weltkrieges lebten in Rumänien etwa 240.000 Siebenbürger Sachsen, eine Minderheit von etwa 1 % Anteil an der Bevölkerung des Landes. Die sich nach 1948 etablierende kommunistische Herrschaft brauchte auf diesen, zudem international noch weitgehend isolierten Bevölkerungsteil – im Gegensatz zur römisch-katholischen und rumänisch-orthodoxen Kirche – politisch kaum Rücksicht zu nehmen. Die von Moskau gesteuerte kommunistische Religionspolitik brachte eine Zeit schwerer Verfolgungen, aber auch Anpassungsversuche der Kirchenleitung  an die Forderungen der kommunistischen Machthaber. Als „Kollaborateure Hitlers“ diffamiert, wurden von Januar 1945 bis Dezember 1949 zwischen 70.000 und 80.000 Rumäniendeutsche in die Sowjetunion deportiert, nochmals im Juni 1951 etwa 40.000 Menschen in die Bărăgan-Steppe. Gedenktafeln in zahlreichen Siebenbürger Kirchen erinnern an die Verluste aus dieser Zeit.
Während sich die rumänisch-orthodoxe Kirche mit dem kommunistischen Staat arrangieren konnte und im Gegenzug für ihre Unterstützung des Regimes begrenzte Privilegien genoss, war das religiöse Leben der Evangelischen Kirche A.B. weitgehend auf die Kirchenmauern beschränkt und unterlag staatlichen Enteignungen ebenso wie der Überwachung und den Schikanen der Securitate. In dieser Zeit spielte die Kirche eine wichtige Rolle beim Erhalt der kulturellen Identität der Siebenbürger Sachsen. Den Bischöfen Friedrich Müller-Langenthal (1945–1969) und Albert Klein (1969–1990) gelang es, die Evangelische Kirche durch innere Reformen wieder zu festigen und – nicht ohne Kompromisse mit den kommunistischen Machthabern – zu leiten. Von innerer Bedeutung war vor allem das Wiedererscheinen der „Kirchlichen Blätter“, der ältesten und bedeutendsten Publikation, ab 1973. Die enge persönliche Zusammenarbeit mit den Evangelischen Kirchen der Bundesrepublik Deutschland und der DDR sowie dem Ökumenischen Rat der Kirchen und im Lutherischen Weltbund sicherte der Siebenbürger Kirche ideelle und materielle Unterstützung von außen. Insbesondere die allen Bedürftigen zukommende Tätigkeit des Diakonischen Werks sowie die Bemühungen Kleins um die ökumenische Zusammenarbeit mit anderen Konfessionen stärkten die Position der Evangelischen Kirche A.B. in Rumänien.

### 1970er Jahre bis heute

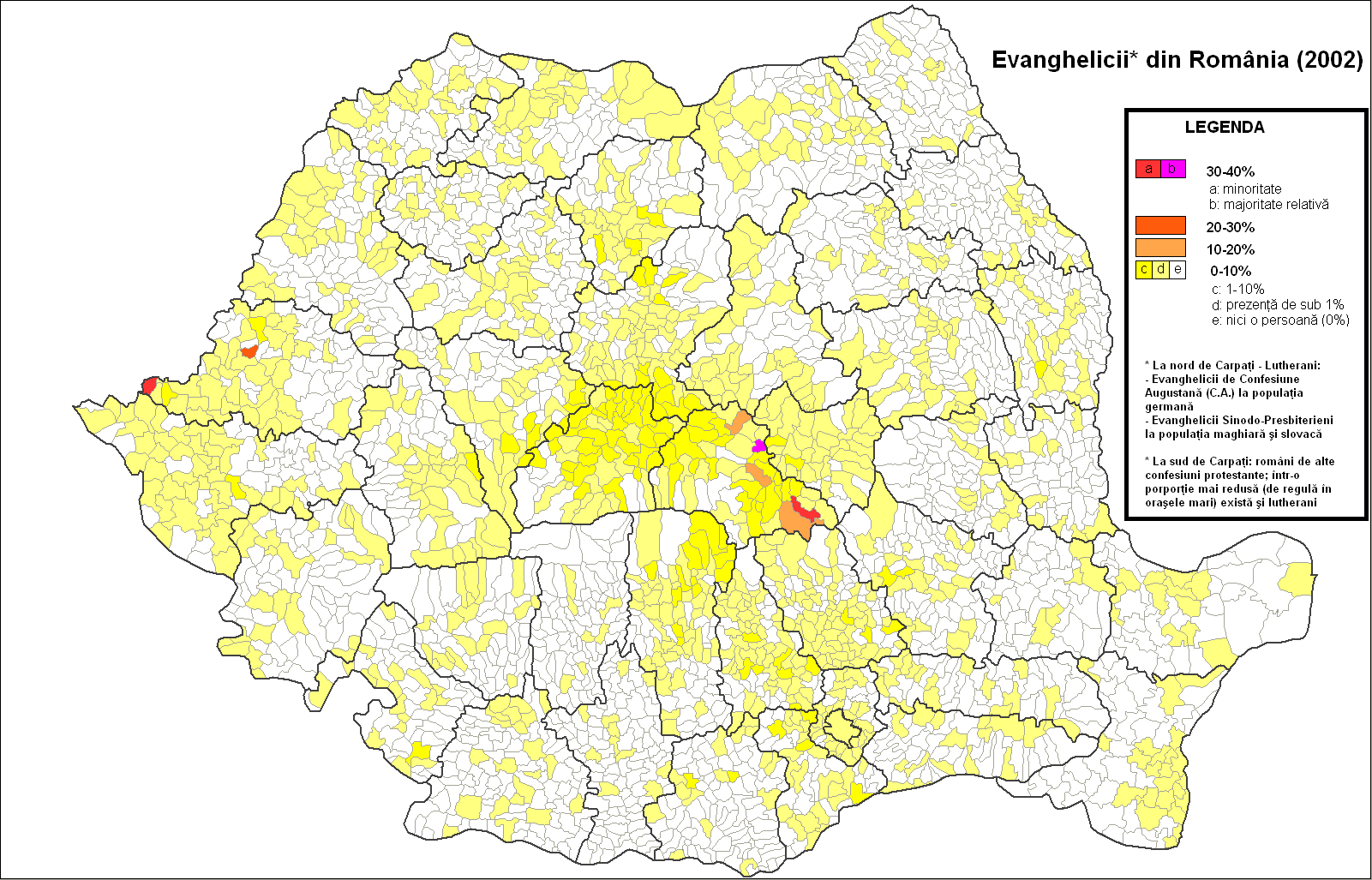
Die evangelischen Christen in Rumänien (Volkszählung 2002). Südlich und östlich der Karpaten sind auch Evangelikale mitgerechnet

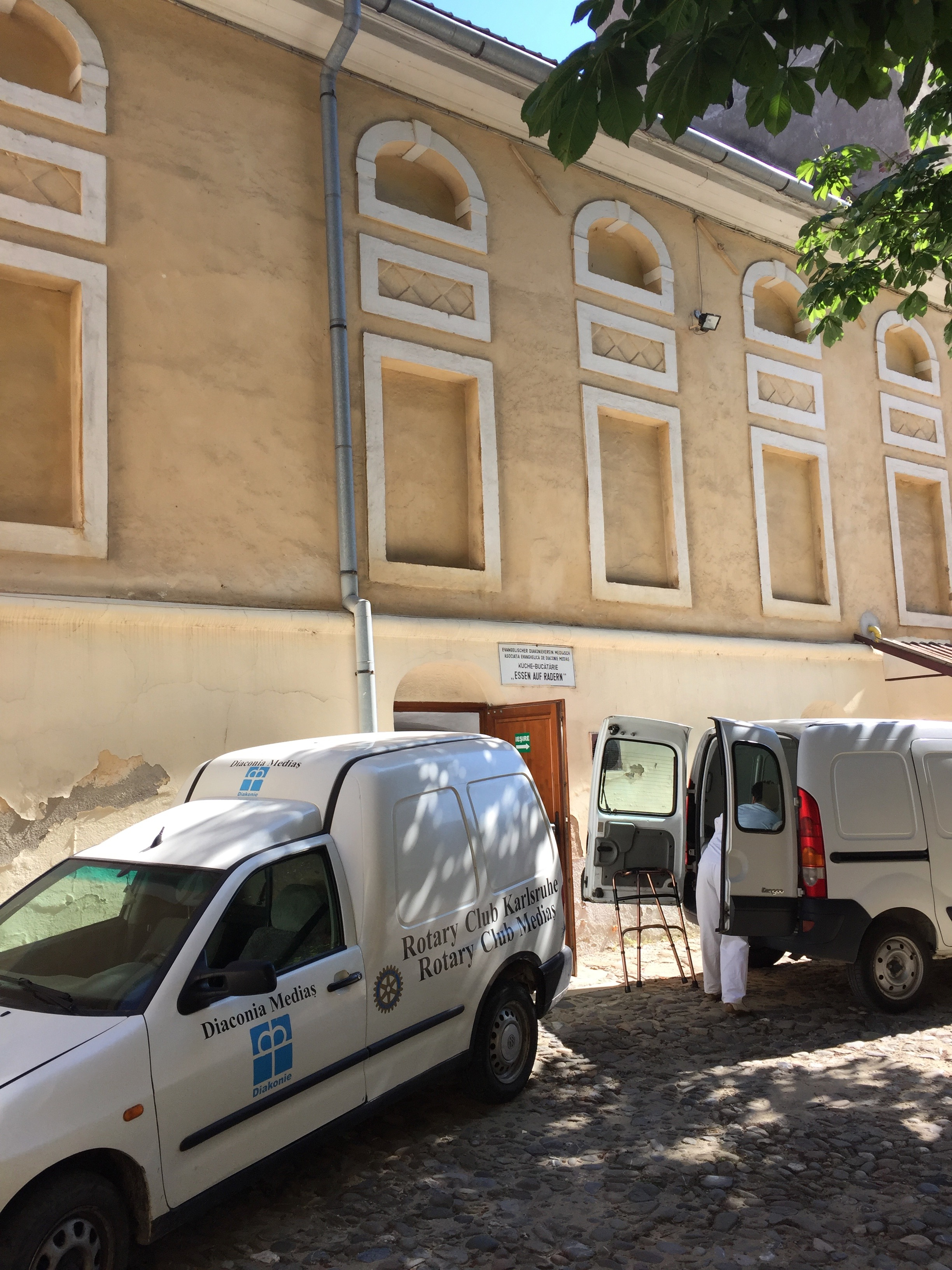
Küche und Lieferwagen des Dienstes „Essen auf Rädern“ im Innenhof der Margarethenkirche von Mediaș, Juni 2017

Seit der massenhaften Auswanderung der meisten ihrer Mitglieder nach Deutschland seit den 1970er Jahren, massiv ab 1990, hat sich die Evangelische Kirche A.B. zu einer Diasporakirche entwickelt. Der radikale Verlust der Gemeindeglieder ist eng mit den historisch-politischen Ereignissen nach dem Zweiten Weltkrieg verbunden. Einen deutlichen Einschnitt gab es zwischen 1989 und 1996: Bis 1989 zählte die Kirche noch rund 100.000 Gemeindemitglieder und 1996 waren es nur noch ca. 19.000. Mit dem Zusammenbruch der kommunistischen Diktatur und der damit entstandenen Reisefreiheit setzte ein regelrechter „Massenexodus“ der Siebenbürger Sachsen in Richtung Deutschland ein. Bereits vor 1990 war eine kontrollierte Auswanderung, vor allem als Familienzusammenführung, in einem geheimen Abkommen durch Vertreter der Regierung der Bundesrepublik und der Securitate zu Stande gekommen, das sich erst nach 1990 als eine Art „Freikauf von Rumäniendeutschen“ entpuppte. Die Kirchenleitung stand solchen Entwicklungen hilflos gegenüber und konnte nur den dramatischen Verlauf zur Kenntnis nehmen. Anhand der Perspektivlosigkeit wanderten auch die meisten eigenen Pfarrer und Pädagogen aus. Diese Lücke wurde von den zurückgebliebenen Pfarrern und Laien in aufopfernder Arbeit notdürftig geschlossen. In dieser schweren Übergangszeit wurde Christoph Klein 1990 zum Bischof gewählt.
Bischof Christoph Klein trat 2010 in den Ruhestand. Zu seinem Nachfolger als Sachsenbischof wurde am 27. November 2010 Reinhart Guib gewählt, der als 36. Bischof der evangelischen Kirche A.B. am 3. Adventssonntag 2010 in sein Amt eingeführt wurde.
Mit ihren sozialen Diensten wie dem Evangelischen Diakonieverein, ihrer Präsenz in deutschsprachigen Schulen und vielfältigen kulturellen Aktivitäten, beispielsweise dem Mediascher Orgelsommer und den Konzerten in der Schwarzen Kirche von Kronstadt, ist die Evangelische Kirche A.B. in Rumänien öffentlich weit stärker präsent, als es ihre geringe Mitgliederzahl erwarten ließe.
Mit Klaus Johannis, dem ehemaligen Bürgermeister von Hermannstadt, wurde 2014 ein Mitglied der Evangelischen Kirche A.B. zum rumänischen Staatspräsidenten gewählt.

## Struktur
Die Kirche ist verwaltungsmäßig in mehrere Bezirke mit selbständigen (Stadt-)Gemeinden und den vielen abhängigen Klein- und Kleinstgemeinden, die sogenannte Diaspora, unterteilt. Insgesamt werden Gemeindeglieder in 250 Ortschaften betreut.
Im Einzelnen orientieren sich die Bezirke an historischen Gegebenheiten, wurden jedoch bereits mehrfach modifiziert, um dem Mitgliederschwund Rechnung zu tragen:
- Hermannstadt
- Schäßburg; dazu gehören unter anderem das Reener Ländchen, das Nösnerland und die Diasporagemeinden in der Bukowina
- Kronstadt; hierzu gehört Bukarest
- Mediasch
- Mühlbach

## Institutionen
Obwohl die Evangelische Kirche A.B. in Rumänien an Mitgliedern sehr klein ist, verfügt sie dennoch über eine Reihe eigener Institutionen, die sie in die Lage versetzt, eigene Pfarrer auszubilden und sich aktiv in den interreligiösen Dialog einzuschalten und ein geschätzter Ansprechpartner, auch international, zu sein.
Dazu zählen auch selbständige kirchennahe Einrichtungen:
- Evangelische Akademie Siebenbürgen
- Evangelisch-Theologische Fakultät der Universität Hermannstadt
- Institut für Ökumenische Forschung Hermannstadt

Direkte kirchliche Einrichtungen sind:
- Kirchliche Blätter, Monatsschrift der Landeskirche
- Begegnungs- und Kulturzentrum Friedrich Teutsch (auch Friedrich-Teutsch-Haus) in Hermannstadt (enthält das Landeskirchliche Museum der Evangelischen Kirche AB sowie das Zentralarchiv)
- Stiftung Kirchenburgen (vormals Leitstelle Kirchenburgen, betreut Restaurationsprojekte an Kirchen(burgen))
- Hermannstädter Bachchor und Jugendbachchor Kronstadt
- Archiv der Honterusgemeinde zu Kronstadt

Die Bedeutung und Beachtung, die der Evangelischen Kirche A.B. zuteilwird, entspricht in jedem Falle nicht der sehr geringen Mitgliederanzahl, die von nur 40 Pfarrern und Pfarrerinnen in mehreren Stadt- und Diasporagemeinden betreut wird.

## Finanzierung
Die Kirche finanziert sich aus einer Vielzahl von Quellen. Zum einen werden freiwillige Kirchenbeiträge von den Mitgliedern erhoben, zum anderen ergeben sich Einnahmen durch Spenden, Stiftungsleistungen, Zuwendungen anderer Landeskirchen aus Deutschland, in geringem Umfang staatliche Zuwendungen, sowie der Vermietung von restituierten Gebäuden und Wohnungen. Zudem werden viele Kirchen und die zum UNESCO-Welterbe zählenden Kirchenburgen mittlerweile touristisch genutzt und stellen damit eine weitere kleine Einnahmequelle dar. Allerdings sind die Liegenschaften der Kirche, die mittlerweile wieder einen Teil ihrer alten Gebäude, Wälder und Grundstücke (oft erst nach jahrzehntelangem Rechtsstreit) rückerstattet bekam, für die mittlerweile sehr kleinen Gemeinden oft kaum zu tragen. Laufenden Kosten stehen oftmals keine entsprechenden Einnahmen gegenüber. Auch müsste zunächst in die Gebäude investiert werden, da letztere durch Jahrzehnte im Staatsbesitz oft vollkommen verwahrlost sind. So müssen beständig neue Finanzierungsquellen aufgetan werden, um nicht nur die zurückerhaltenen Immobilien, sondern auch die mehr als 250 Kirchengebäude und etwa 150 Kirchenburgen zu erhalten sowie die Kirchenwälder zu bewirtschaften, was die Evangelische Kirche A.B. in Rumänien vor große Herausforderungen stellt.
Andererseits klafft zwischen den Stadt- und Diasporagemeinden eine extreme Lücke in der finanziellen Ausstattung. Die Gemeinden von Hermannstadt und Kronstadt beispielsweise sind durch Restitutionen im Besitz einer Vielzahl von Immobilien in Millionenwert und gelten durch deren Mieteinnahmen als reich. Diese Gemeinden können sich ein ausgebreitetes Gemeindeleben leisten und werden auch karitativ tätig. Ebenso sind die dortigen Kirchen Touristenmagneten (die Schwarze Kirche wird in den Sommermonaten von mehr als 2000 Menschen täglich besucht) und können auf staatliche/EU-Hilfen beim Erhalt rechnen, wohingegen die kleinen Diasporagemeinden mit oft nur einer Handvoll Mitgliedern teils nicht einmal mehr selbständig Kirche und Pfarrhaus bestellen können.

## Reformationsgedenken 2017
Zum 500. Jahrestag der Reformation im Jahr 2017 verfolgte die Evangelische Kirche A.B. das Projekt „Zwölf Apfelbäumchen für ein klares Wort“. Es hatte zum Ziel, „die eigenen Mitglieder für die Aktualität des reformatorischen Gedankengutes [zu] begeister[n].“ Hierzu diente im Herbst 2017 der Kirchentag in Kronstadt unter dem Motto: „Aus gutem Grund: Evangelisch in Rumänien“. Zudem wollte die evangelische Kirche in Rumänien auf die europäische Dimension der siebenbürgischen Reformation als Grundlage ihres heutigen Selbstverständnissen hinweisen. Diese Dimension wurde durch gemeinsame Veranstaltungen mit unterschiedlichen Akzenten, Partnern und Kirchen angesprochen, die durch die symbolische Pflanzung von Apfelbäumchen an zwölf für die Reformation in Siebenbürgen bedeutenden Orten (Ljubljana (Slowenien), Turda (Rumänien), Kraków (Polen), Wittenberg (Deutschland), Mediasch (Rumänien), Krupina (Slowakei), Klausenburg (Rumänien), Kronstadt (Rumänien), Wien  (Österreich), Augsburg (Deutschland), Basel (Schweiz), Hermannstadt (Rumänien)) einen thematischen Rahmen fanden. Das „Apfelbäumchen“ stand dabei gemäß einem Luther zugeschriebenen Zitat für Zuversicht, das „klare Wort“ für die „reformatorische Art deutliche, evangelische, Worte zu sprechen“.
Das Reformationsjubiläum sollte „erinnernd, aber nicht rückwärtsgewandt begangen“ werden. Es widmete sich „heute brisanten Themen wie ‚Europa‘, ‚Toleranz‘, ‚Medien‘ oder ‚Bildung‘“. Schließlich sollte durch ökumenische Veranstaltungen die rumänische Öffentlichkeit erreicht werden, die zu über 85 % der rumänisch-orthodoxen Kirche angehört und der die evangelische Diasporakirche weitgehend unbekannt sei.